# سنت پاول (آلاسکا)
سنت پاول (به انگلیسی: St. Paul) شهری در ناحیه سرشماری الوتینس غربی ایالت آلاسکا است که جمعیت آن در سرشماری سال ۲۰۰۰ میلادی ۵۳۲ نفر بوده‌است.